# 函館アリーナ前停留場
函館アリーナ前停留場（はこだてアリーナまえていりゅうじょう）は、北海道函館市湯川町1丁目にある函館市企業局交通部（函館市電）湯の川線の停留場である。駅番号はDY03。市民会館前の副名称がある。

## 歴史
- 1913年（大正2年）6月29日 - 芦堀停留場として開業。
- 1920年（大正9年）9月 - 新世界前停留場と改称。
- 時期不明 - 湯ノ川遊園地前停留場と改称。
  - 1922年（大正11年）函館水電が湯川遊園地を開業。
- 時期不明 - 一旦廃止。
- 1983年（昭和58年）9月10日 - 市民会館前停留場として再開業。
- 2015年（平成27年）7月 - 函館アリーナ開業に伴い、副名称を導入し、市民会館前（函館アリーナ前）停留場へ変更。
- 2016年（平成28年）
  - 3月1日 - 函館アリーナ前停留場と改称[2]。
  - 3月 - 周辺の函館アリーナと函館市民会館でのイベント時に伴う混雑を緩和する目的で、両線ホームが湯の川方向に15m延伸され、車両2両分が停車出来るようになった[3]。
- 2017年（平成29年）11月16日 - 12月22日 - 両線ホームの横断歩道側の段差解消工事を実施し、ホーム末端から2.0m部分をスロープ化。12月22日に供用開始[4]。
- 2019年（令和元年）11月上旬 - 下旬 - 両線ホーム安全柵の改修、往線乗り場上屋の改修、LED照明と後方確認用ミラーの設置が行われた。これによって往線側は上屋と電車停車位置が湯の川側に移動している[4]。

## 構造
- 2面2線の相対式。
- 往線乗り場（五稜郭方面）には上屋と後方確認用ミラーが設置されている。

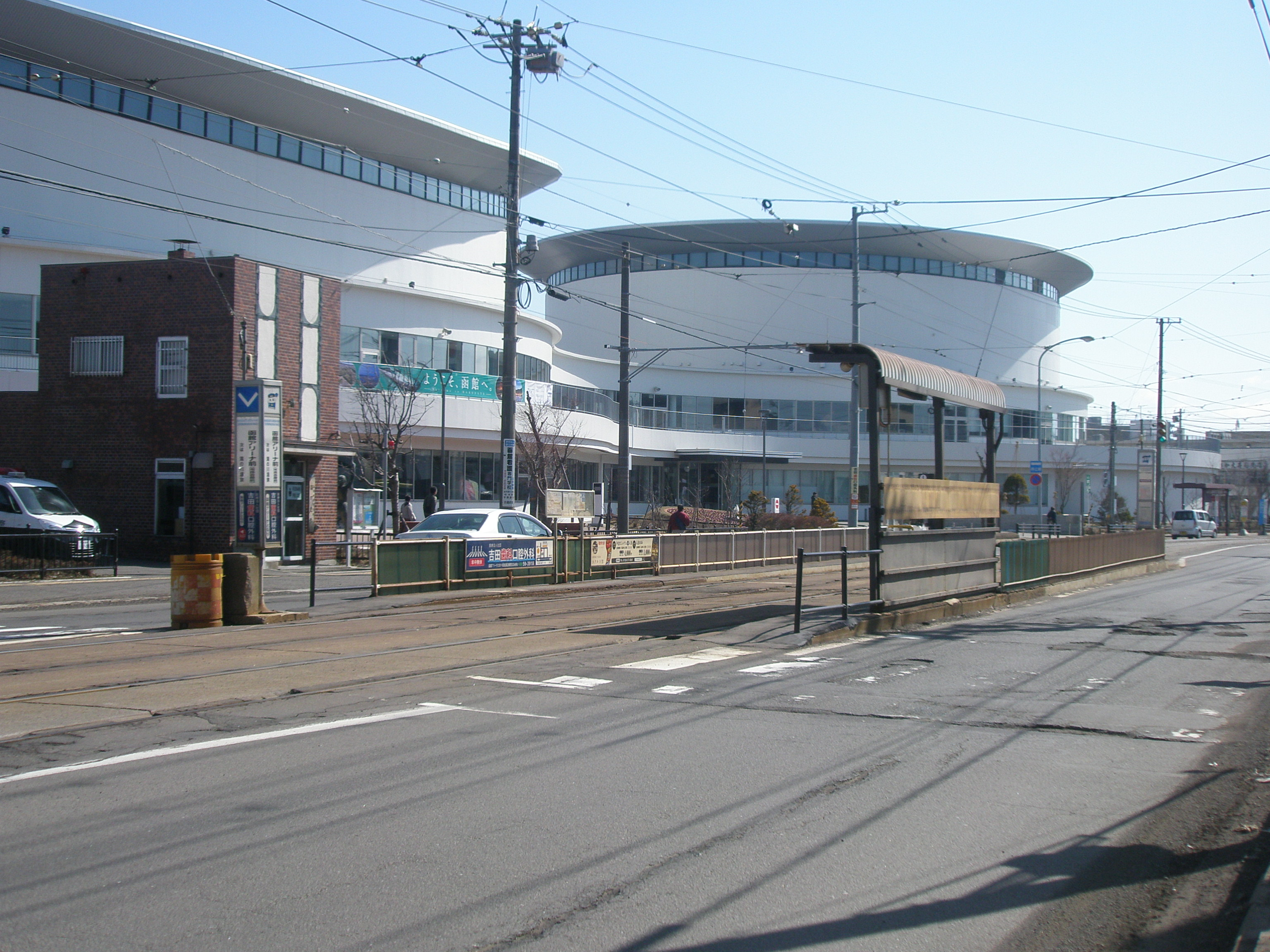
上屋及び安全柵改修前の函館アリーナ前停留場全景（2018年3月）
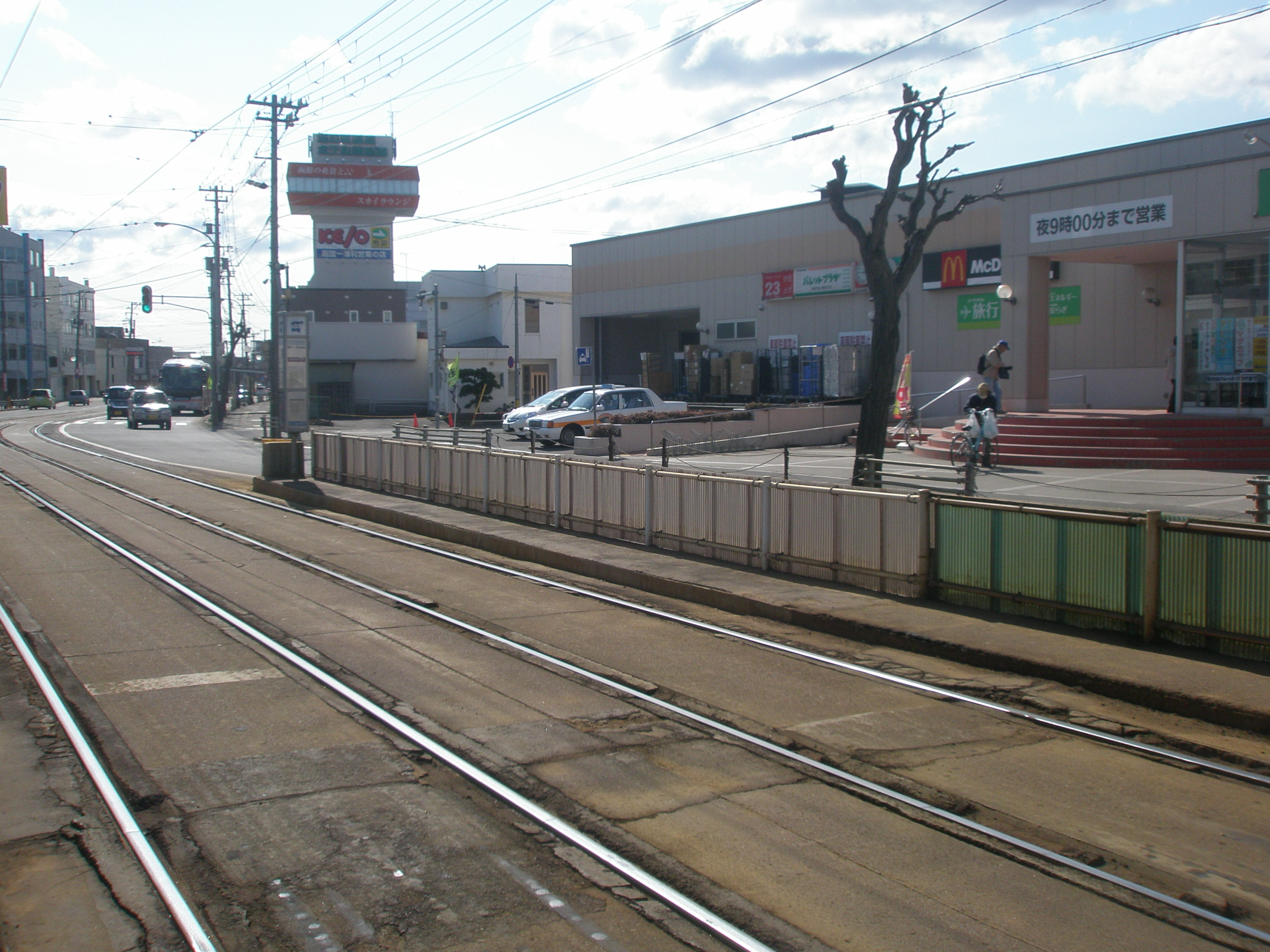
函館アリーナ前停留場・往線ホーム延長部分（2017年3月撮影）
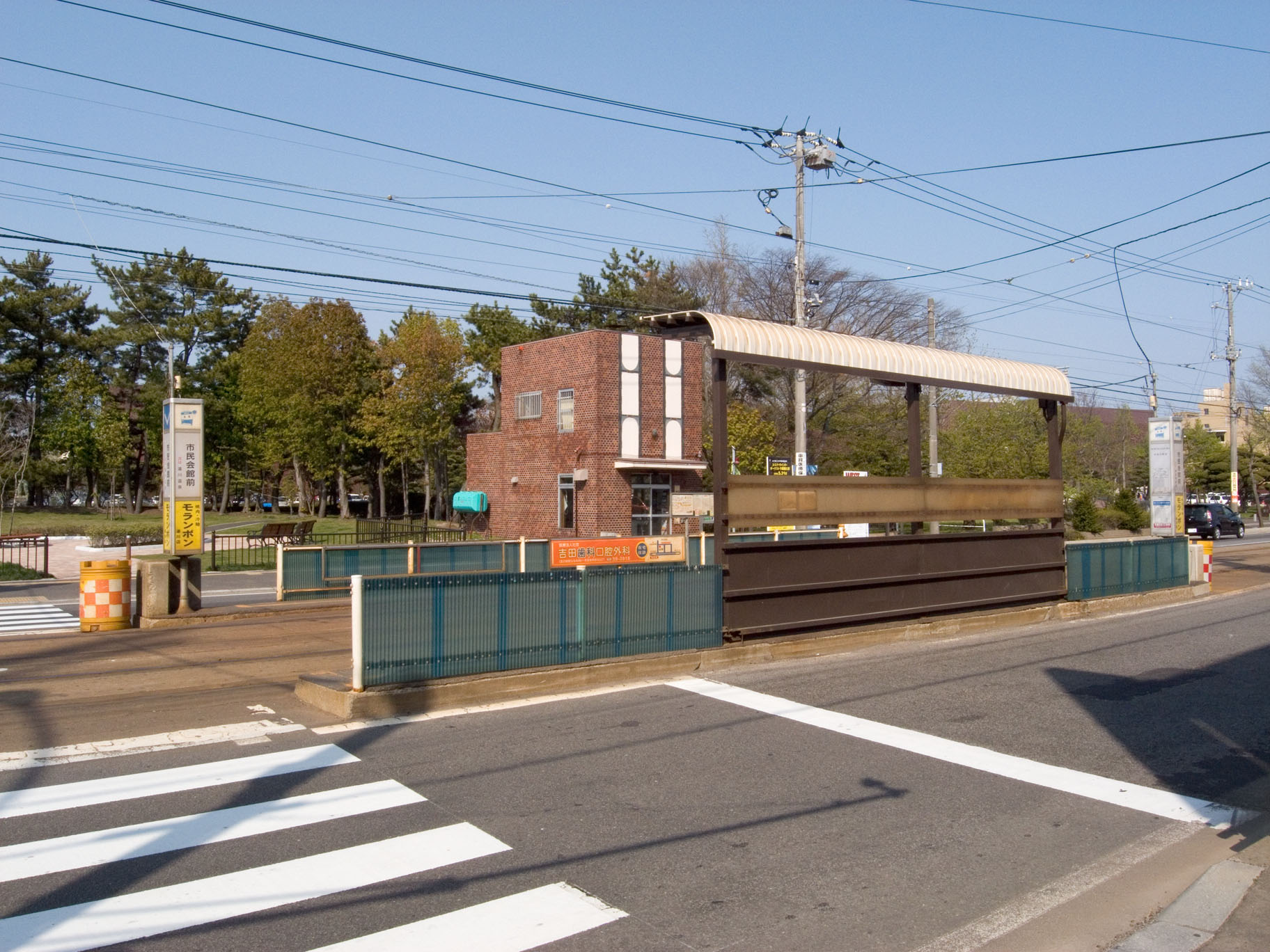
改称前の市民会館前停留場（2009年5月）

## 周辺
- 北海道道83号函館南茅部線
- 函館市民会館
- 函館アリーナ
- 国立函館視力障害センター
- 函館大学付属有斗高等学校
- 函館ラ・サール学園
- コープさっぽろ湯川店
- 函館バス、函館タクシー（函館帝産バス）「市民会館・函館アリーナ前」停留所[5]

## 隣の停留場
函館市企業局交通部
湯の川線
湯の川温泉停留場 (DY02) - 函館アリーナ前停留場 (DY03) - 駒場車庫前停留場 (DY04)